# Ferran III de Castella
Ferran III de Castella, dit el Sant (Zamora, 1199 - Sevilla, 1252), fou rei de Castella (1217-1252) i de Lleó (1230-1252). És venerat com a sant per l'Església catòlica i conegut com a Sant Ferran.

## Orígens familiars
El rei Ferran III fou el tercer fill, el primer mascle, d'Alfons IX de Lleó i la seva segona dona, la reina Berenguera de Castella.
Després de la primerenca mort d'Enric I de Castella i l'abdicació de la seva mare, obté el 1217 el regne de Castella. Va haver d'enfrontar-se llavors a la Família Lara per una revolta nobiliària.

## Regne de Lleó
A la mort del seu pare Alfons IX de Lleó el 1230, va haver de lluitar pel tron de Lleó, ja que aquest va llegar el seu regne a les infantes Sança i Dolça, filles del seu primer matrimoni amb Teresa de Portugal.
Gràcies a la persuasió de la seva mare i algun pagament (Pacte de Terceries) va heretar el regne de Lleó, passant a ser rei de Castella i Lleó, i annexionant-se Badajoz el 1230, Còrdova el 1236, de Múrcia el 1243, Jaén el 1246 i Sevilla el 1248.

## Conquestes
A partir de 1219, es va dedicar preferentment a dirigir les campanyes conquistadores, combinant hàbilment les accions diplomàtiques amb beneficioses intervencions bèl·liques que es valien de les discòrdies existents als regnes musulmans.
Per altra banda, el 1244, va establir les fronteres amb la Corona d'Aragó en el Tractat d'Almirra i va repartir les noves terres conquistades entre els ordes militars, l'Església i els nobles, el que va donar lloc a la formació de grans latifundis.
Així mateix, va conquerir de mans de Muhàmmad I al-Ghàlib tot el territori d'Andalusia, exceptuant el Regne de Granada, sent importants les preses de ciutats d'Úbeda, el 1233; Còrdova, el 1236; Jaén, el 1245; i després de derrotar la flota musulmana a la Batalla del Guadalquivir, Sevilla, el 1248, aquesta última amb l'ajut del rei Jaume I el Conqueridor i Muhàmmad I al-Ghàlib.
Al costat del seu pare va fundar la Universitat de Salamanca, i impulsà la traducció del Forum Iudicum al castellà.

## Patronatge
Sant Ferran és el sant patró de la ciutat de Sevilla i de diverses localitats espanyoles. També és patró de l'Arma d'Enginyers de l'Exèrcit de Terra d'Espanya.
Des de la creació en 1819 de la Diòcesi de Sant Cristóbal de La Laguna, també anomenada Diòcesi de Tenerife (Illes Canàries), Sant Ferran és el copatró de la mateixa i de la catedral diocesana per Butlla del Papa Pius VII. Això és degut al fet que aquesta diòcesi és depenent de l'Arxidiòcesi de Sevilla, la ciutat capital ho té per sant patró. Sant Ferran és també el patró de la Universitat de La Laguna, ja que aquesta institució va ser fundada sota el nom d'Universitat Literària de Sant Ferran.

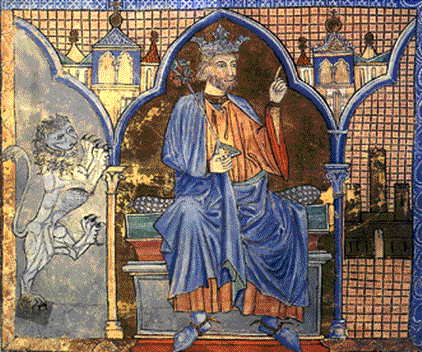
Miniatura del Tumbo A (còdex del s. XIII) de la Catedral de Santiago de Compostel·la
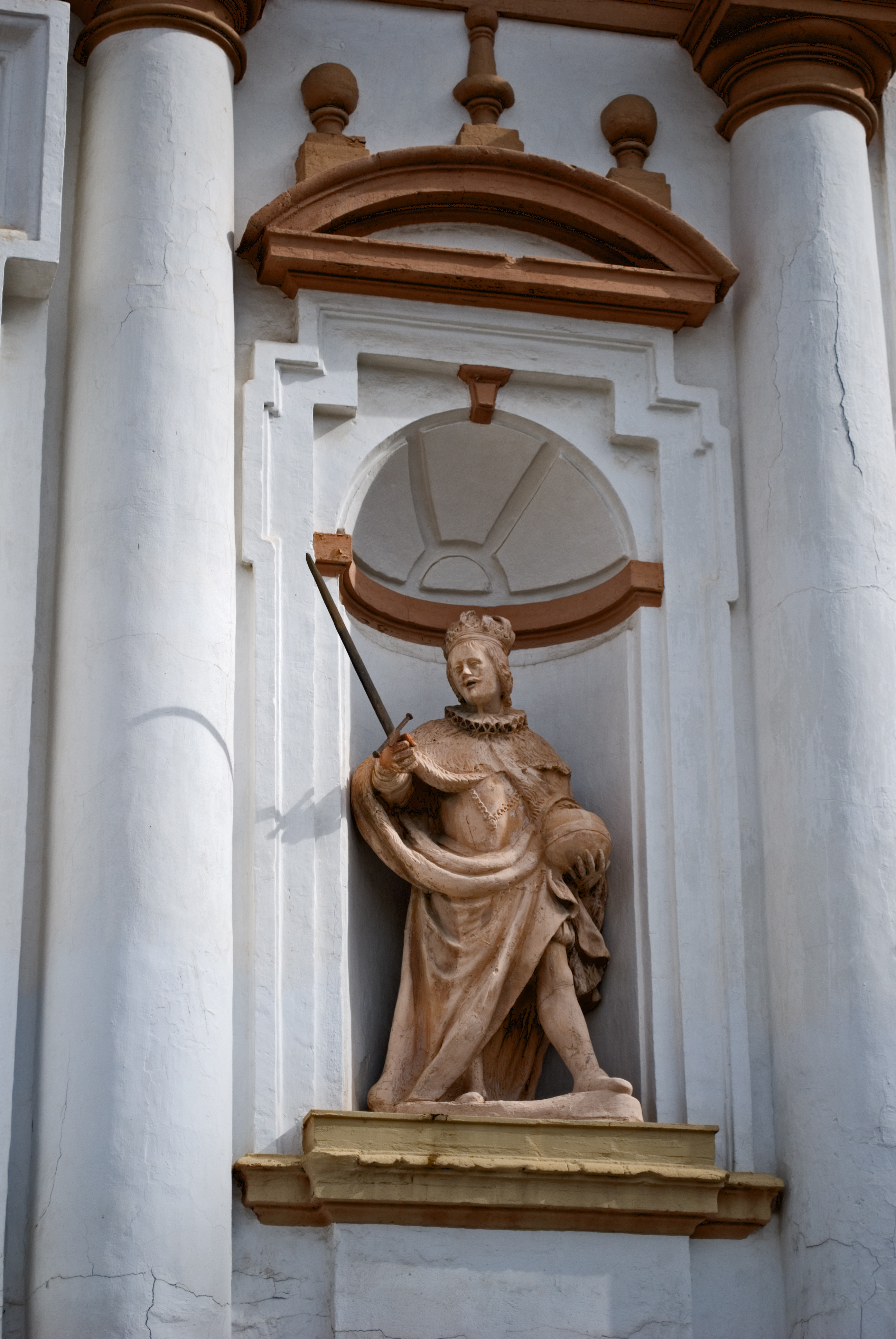
Escultura a l'Hospital de la Caridad de Sevilla
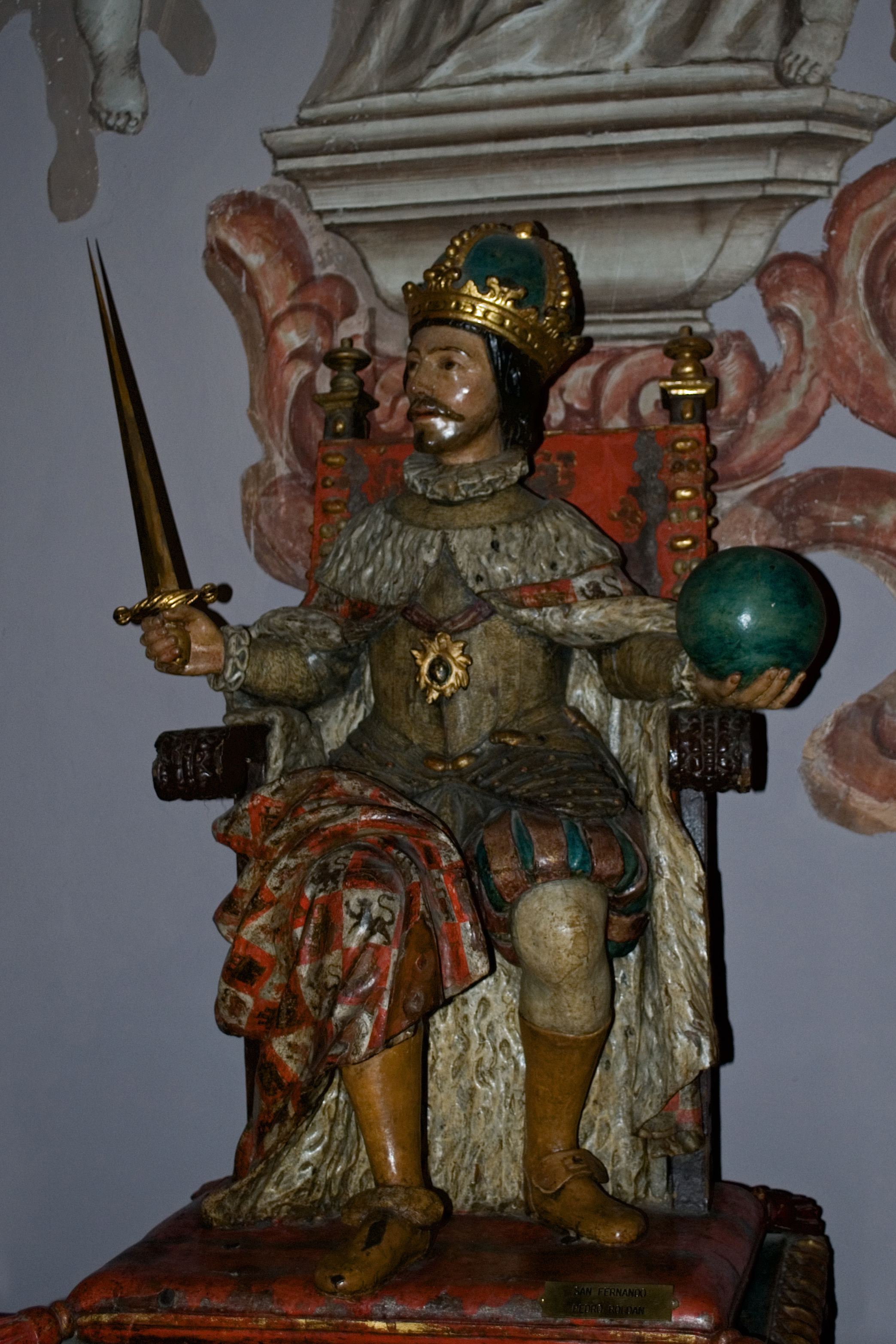
Talla de Pedro Roldán a l'Hospital de los Venerables de Sevilla

## Núpcies i descendents
El 30 de novembre de 1219, Ferran III es casà amb Elisabet Beatriu de Suàbia, filla del rei d'Alemanya Felip I. D'aquest matrimoni tingueren:
- l'infant Alfons X de Castella (1221-1284), rei de Lleó i de Castella
- l'infant Frederic de Castella (1224-1277), suposadament mort pel seu germà gran
- l'infant Ferran de Castella (1227-1243)
- la infanta Elionor de Castella (1227-?), morta molt jove
- la infanta Berenguera de Castella (v 1229-1279), monja a las Huelgas
- l'infant Enric de Castella el Senador (1230-1304), senyor d'Écija
- l'infant Felip de Castella (1231-1274), arquebisbe de Sevilla i casat el 1258 amb Cristina de Noruega, filla d'Haakon IV de Noruega.
- l'infant Sanç de Castella (1233-1261), Arquebisbe de Toledo i de Sevilla
- l'infant Manuel de Borgonya i de Suàbia (1234-1283), senyor d'Escalona, Peñafiel i Villena
- la infanta Maria de Castella (1235)

Després d'Elisabet, morta el 1235, es casà l'agost de 1237 amb Joana de Ponthieu, comtessa de Ponthieu i d'Aumale. Tingueren: 
- l'infant Ferran de Castella-Aumale (1239-1269), o Ferran II, comte d'Aumale
- la infanta Elionor de Castella (1241-1290), comtessa de Ponthieu i casada el 1254 amb el rei Eduard I d'Anglaterra.
- l'infant Lluís de Castella (1243-1269), senyor de Marchena
- la infanta Ximena de Castella (1244)
- l'infant Joan de Castella (1245), mort jove i enterrat a la Catedral de Còrdova

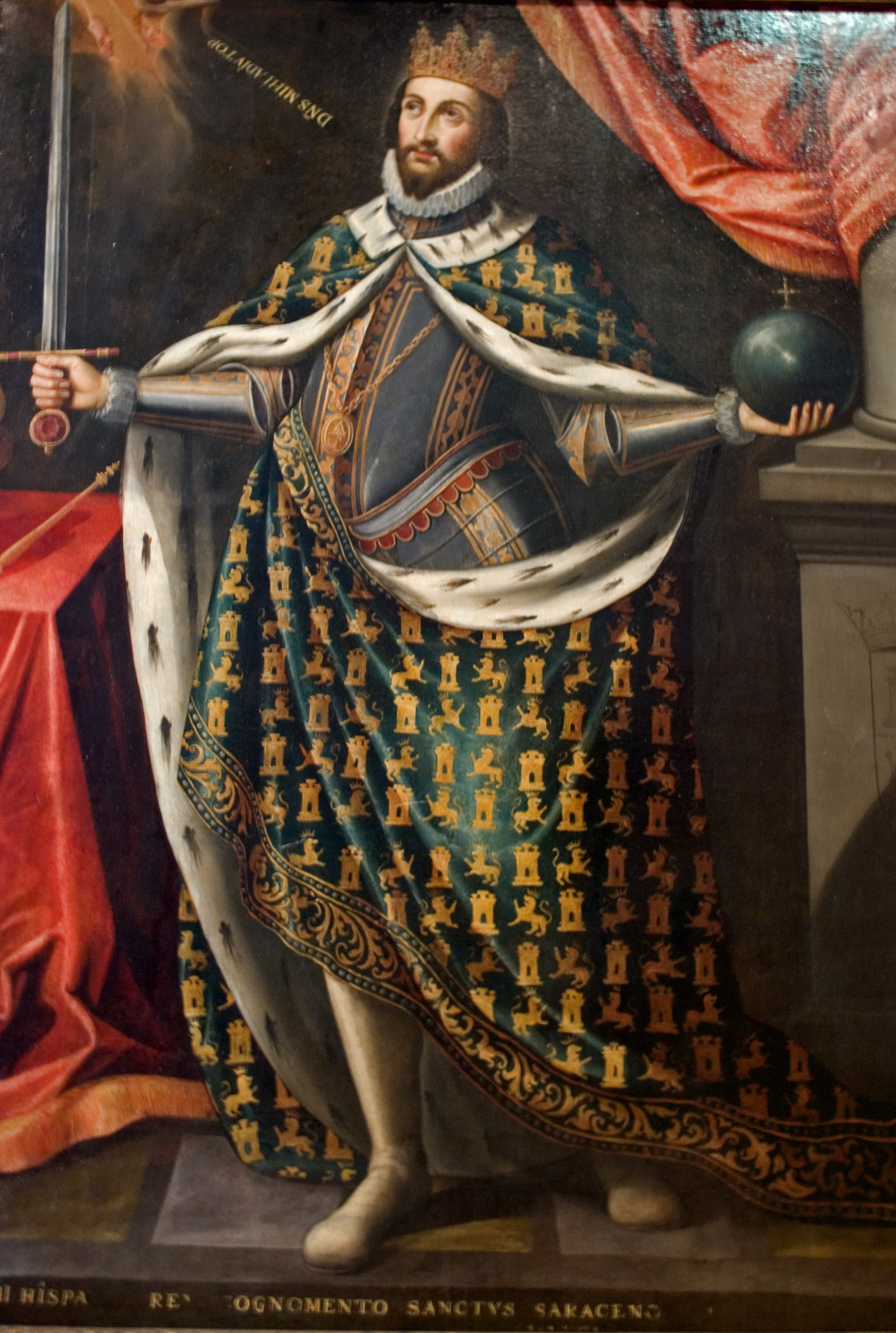
Retrat anònim (ca. 1620), Ajuntament de Sevilla
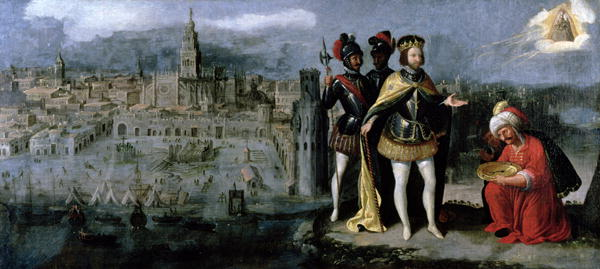
Conquesta de Sevilla per Ferran III de Francisco Pacheco (s. XVII)
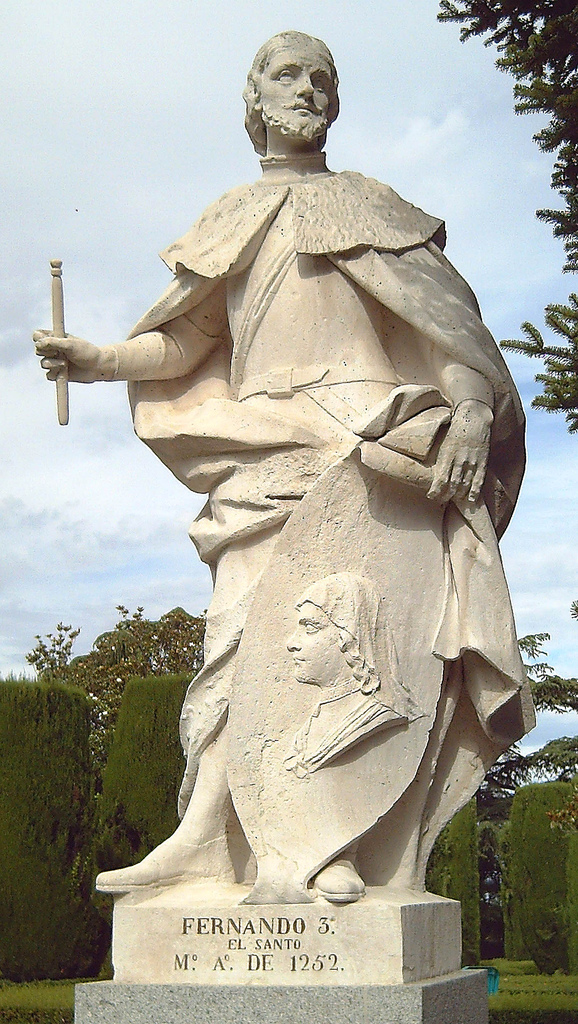
Estàtua de Giovan Domenico Olivieri (1753), per al Palacio Real de Madrid
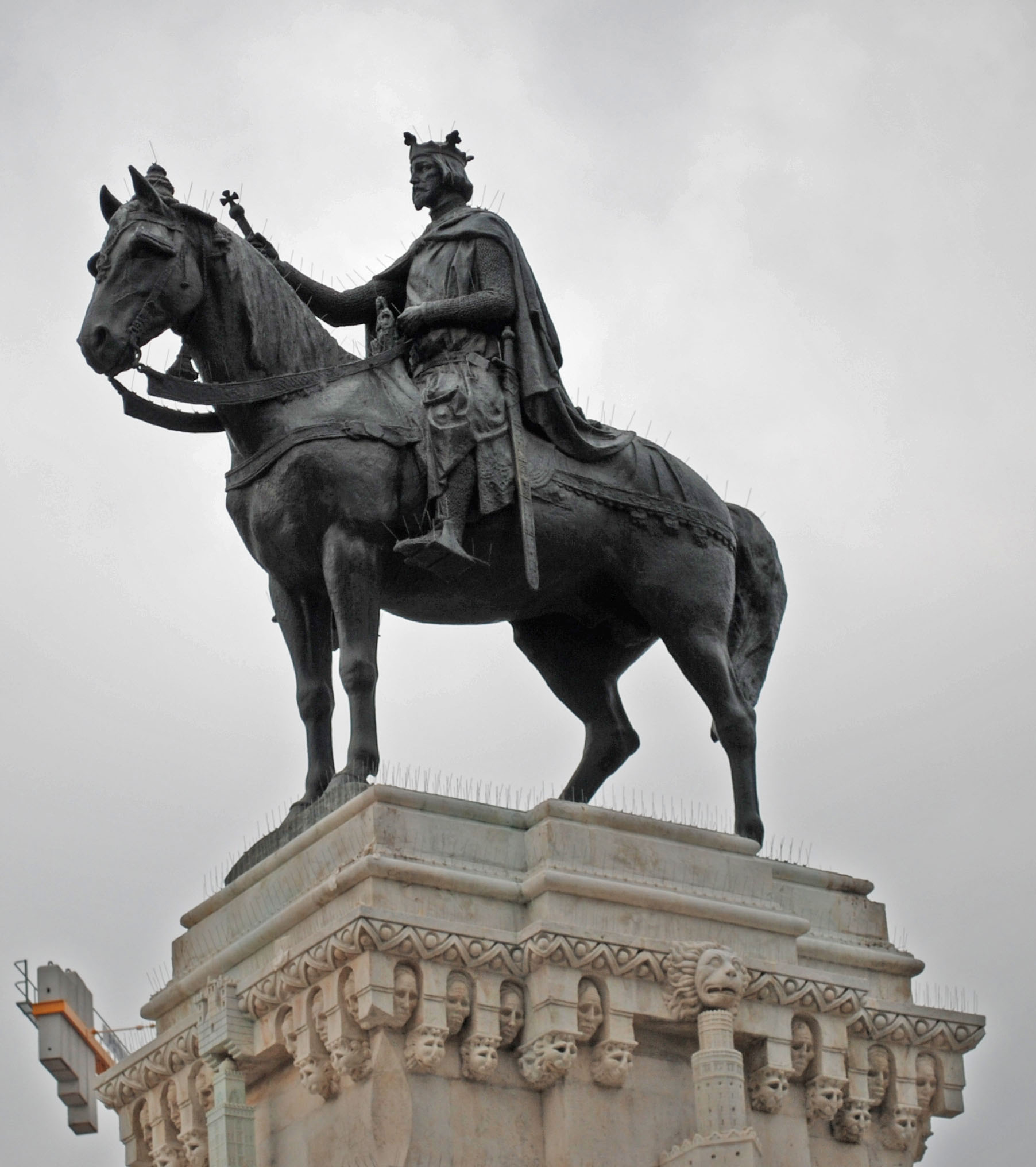
Estàtua eqüestre a la Plaza Nueva de Sevilla (s. XIX)

## Canonització
El papa Climent X el va canonitzar el 1671 sent el primer rei castellà que és elevat a la santedat.

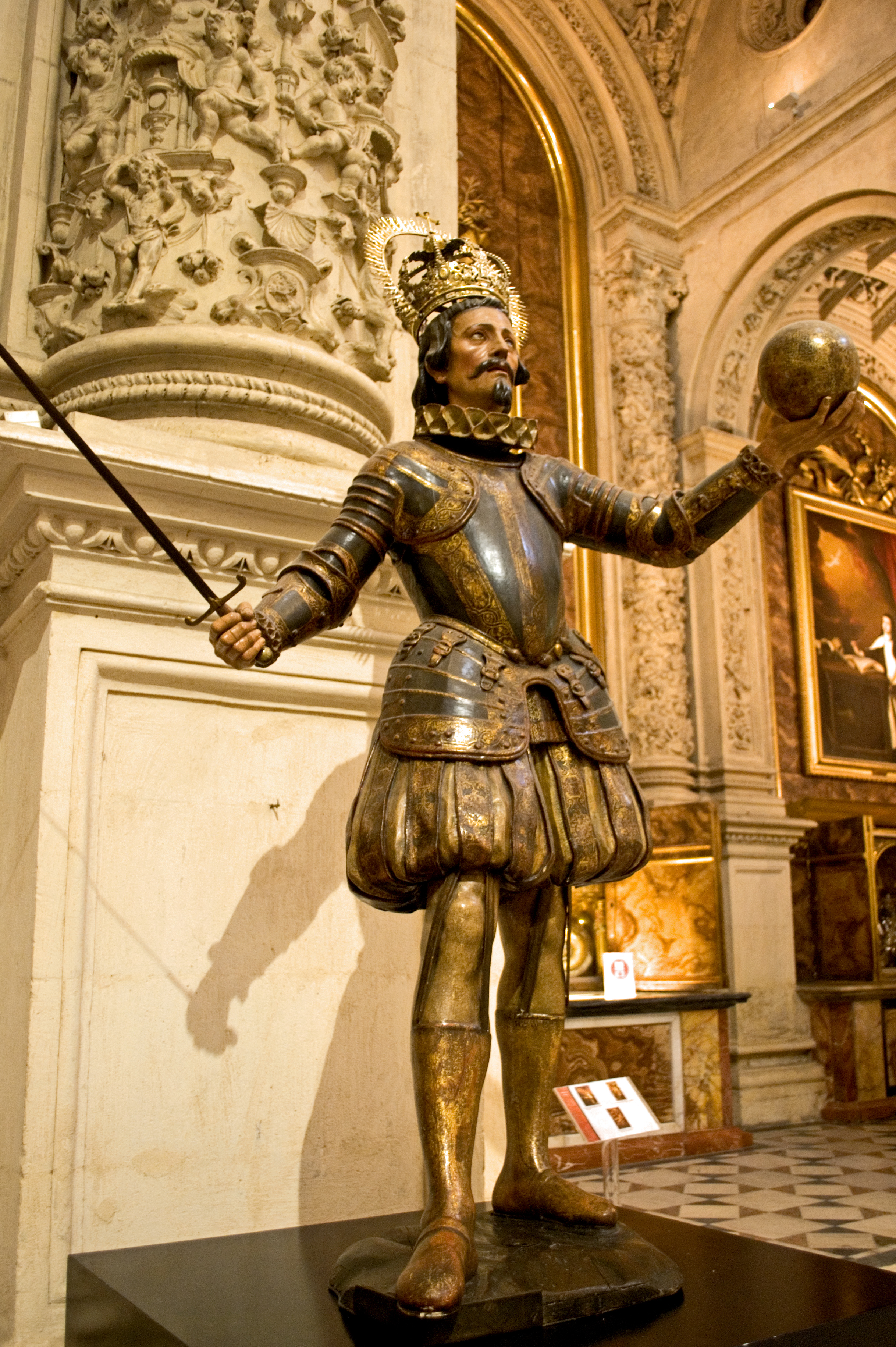
Talla de Pedro Roldán a la Catedral de Sevilla
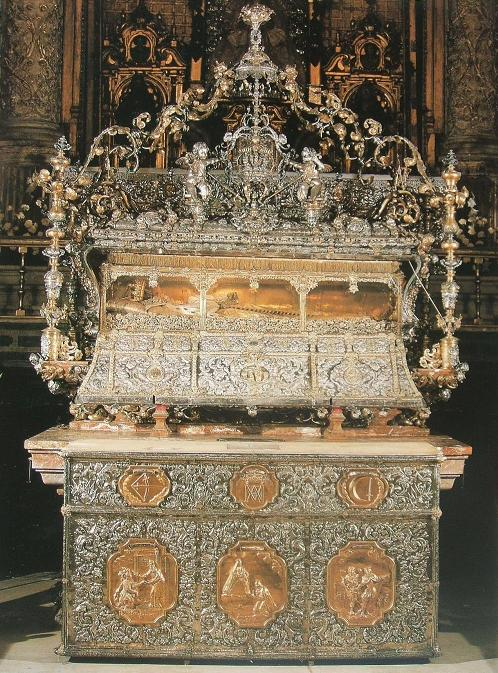
Altar i urna d'argent amb el cos incorrupte del sant rei, obra de Juan Laureano de Pina (1701-1719), a la Catedral de Sevilla
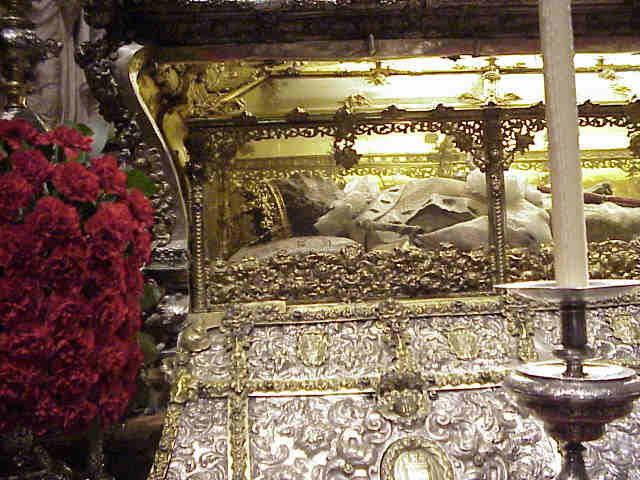
Detall de l'urna amb el cos del sant